# 다닥냉이족
다닥냉이족(----族, 학명: Lepidieae 레피디에아이[*])은 배추과의 족이다.

## 하위 분류
- 다닥냉이속(Lepidium L.)
- Cyphocardamum Hedge
- Lithodraba Boelcke